# Anarchy in the UKR
Anarchy in the UKR (Anarchy in the UK), publié en 2005, est un roman-récit-essai de l'écrivain ukrainien Serhiy Jadan.

## Résumé
Le texte est la synthèse d'une vie dans le nord-est de l'Ukraine, principalement à Kharkiv, loin de l'Oblast de Kiev,  de l'Oblast de Lviv, de la Crimée, et de la Catastrophe nucléaire de Tchernobyl (1986). L'auteur-narrateur, né en 1974, raconte ses itinéraires en train, avec laissez-passer de journaliste et accompagnement de photographe, dans les années post-soviétiques : l'essentiel passe par les gares, surtout les petites, pour les nuits, les rencontres, les trafics, l'alcoolisation (eau-de-vie, gnôle, horilka, vodka, mauvais vin), le sexe (érection, baise, capote, masturbation).
Le texte se compose de quatre parties publiées en 2004 :
- De la couleur noire de la lingerie féminine
- Mes années quatre-vingt
- Le downtown rouge
- Vivre vite, mourir jeune

et d'un ajout de 2014 : Journal de Louhansk.

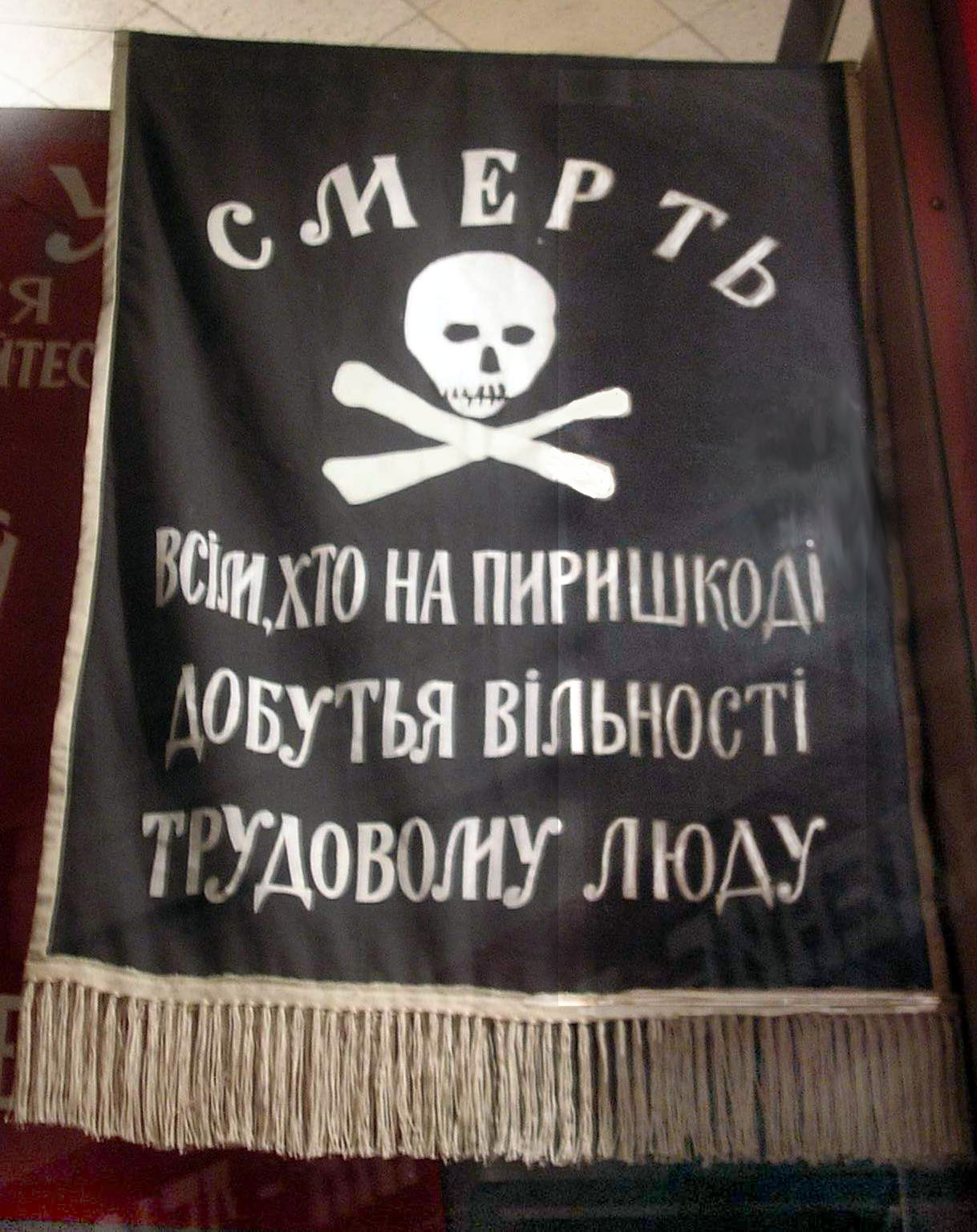
Drapeau de la Makhnovchtchina, (1918-1921), musée de Houliaïpole.

Rien du passé n'est oublié, ne peut l'être : Nestor Makhno et l'Armée révolutionnaire insurrectionnelle ukrainienne (1918-1921), Holodomor (1932-1933), occupation allemande. « Ma mémoire saigne, [...] ma mémoire est à sens unique ». « La propagande soviétique m'a donné l'amour de la vie. [...] Mon socialisme personnel, dont on m'a privé sans mon accord » (p. 83)... Il refuse la dépendance au passé.
Le présent est incertain, décevant, menaçant. La renaissance nationale l'oblige à suggérer de ne pas inciter les gens, ou du moins les marginaux, ceux de la « vigoureuse contre-culture de Kharkiv », à lutter pour le pouvoir, mais contre tout pouvoir, pour rester « ingérables, imprévisibles, incontrôlables, libres, dangereux » (p. 210). Il fait partie des « derniers qui sont nés en esclavage » déjà face aux « enfants de l'indépendance », sans mémoire. Il se veut funambule responsable : « La musique unit, la poésie unit, mais la politique sépare » (p. 197).
Tout jeune, il a accompagné son père, convoyeur de voitures : « j'ai grandi sur la route ». Et dans le rock : « l'amour de la musique est antisystème ». Quand la sortie d'Ukraine a été possible, il est parti à New-York, y a vécu, en est revenu, y est reparti, au gré des amitiés et des sons.

## Accueil
L'accueil des lecteurs francophones est souvent mitigé, plus rarement intéressé par ce carnet de voyage contemporain dans ce pays si mal connu : derrière l'errance, l'humour, les fuites dans l'alcool et les paradis artificiels, on entend aussi entre les lignes quelque chose qui ressemble fort à de la colère.
Pour l'hebdomadaire Le Point : « Provocateur, ce roman nimbe d'irrévérence de profonds questionnements sur l'identité et le devenir politique de l'Ukraine. »
Pour Nicolas Trifon dans Le Courrier des Balkans : « Amer, mais guère nostalgique, critique, son constat est tout aussi décapant que compréhensif dès lors qu’il s’agit de ses semblables même lorsqu’il ne se reconnaît pas en eux. Les instantanés qui balisent le road-movie auquel il nous convie dressent un tableau saisissant de l’Ukraine postsoviétique. »

## Éditions
- Anarchy in the UKR, 2005, en traduction française par Iryna Dmytrychyn chez "Noir sur Blanc", 2016, 214 p.  (ISBN 978-2-8825-0434-0)[6], suivi de "Journal de Louhansk" (2014)